# Aphanius crassicaudus
Aphanius crassicaudus е изчезнал вид риба, който получава широко разпространение по време на късният Миоцен. Вкаменелости, принадлежащи на вида биват намирани в Гърция, Испания и Италия. Видът обитава соленоводни и хиперсолени лагуни в северното Средиземноморие.
При останките на представителите на видът се забелязва хиперостоза - благоприятно удебеляване на костите. Поради това, Aphanius crassicaudus не притежава голяма мускулна маса.